# Battaglia di Breslavia (1757)
La battaglia di Breslavia è stata una battaglia combattuta durante la Guerra dei sette anni.

## Situazione iniziale
Mentre nel 1757 il re di Prussia Federico II ancora operava in Sassonia, il duca di Braunschweig-Bevern doveva coprire la Slesia con 32 000 uomini. Questo si rivelò subito come un difficile compito poiché egli avrebbe dovuto affrontare la superiorità militare austriaca. Carlo Alessandro di Lorena e Leopoldo Giuseppe Daun guidavano l'armata principale di 54 000 uomini. Inoltre poteva essere chiamato anche un corpo d'armata di 28 000 uomini al comando di Francesco Leopoldo di Nádasdy. Nonostante la loro superiorità numerica, gli austriaci volevano evitare lo scontro. Più volte l'armata principale dovette impegnare i prussiani, per consentire alle truppe di Nádasdy di occupare la fortezza di Schweidnitz che era una postazione-chiave, per assicurare i rifornimenti dalla Boemia alla Slesia.
Dopo che il corpo d'armata di Nádasdy fu rinforzato fino a 43 000 uomini, gli austriaci circondarono Schweidnitz il 14 ottobre e la conquista ebbe luogo il 13 novembre. Fino ad allora il duca di Braunschweig-Bevern aveva tenuto in scacco l'armata principale austriaca. Quindi l'armata principale austriaca, con il ricongiungimento delle forze di Nádasdy, risultò allora notevolmente rafforzata.
Con questo rinforzo, lo stato maggiore austriaco decise di abbandonare la tattica difensiva ed attaccare immediatamente i prussiani. Breslavia doveva essere presa prima dell'arrivo dell'armata prussiana, affinché quest'ultima non potesse ritirarsi nei suoi quartieri invernali in Slesia.
I prussiani disponevano di 40 battaglioni e di 102 squadroni per un totale di 28 400 uomini, l'armata austriaca consisteva di 96 battaglioni, 93 compagnie di granatieri, 141 squadroni e 228 pezzi di artiglieria, per un totale di 83 606 uomini.

## Svolgimento del combattimento
Carlo Alessandro di Lorena attaccò i prussiani il 22 novembre davanti alla porte di Breslavia fra le località di Kosel e Gräbschen e iniziò la battaglia con un cannoneggiamento. I prussiani, che si erano trincerati nelle località circostanti, furono attaccati in tre punti.
Dopo che gli austriaci avevano occupato i primi villaggi, intensificarono il cannoneggiamento con gli obici ed il duca di Braunschweig-Bevern raccolse ancora dieci reggimenti per il contrattacco.
Iniziò così un tenace e sanguinoso scontro attorno ai villaggi, con i quali i prussiani avevano senz'altro avuto successo sulla superiorità austriaca. Che il duca non avesse voluto esporsi con altri attacchi il giorno successivo o che si fosse verificata un'improvvisa ritirata senza che ne fosse stato dato l'ordine, non è chiaro: in ogni caso il campo di battaglia fu abbandonato al principe Carlo ed i prussiani tornarono a Glogau oltre Breslavia. La battaglia, che si svolse anche nel giorno successivo, costò circa 5 700 uomini agli austriaci e circa 6 300 ai prussiani.

## Conseguenze
Dopo la ritirata dell'armata prussiana rimasero 10 battaglioni al comando del generale Johann Georg von Lestwitz nella fortezza di Breslavia. Gli austriaci impostarono immediatamente l'assedio della città, sotto la supervisione del generale Nádasdy.
La popolazione austriaca della città rese più difficile la difesa della fortezza. Cosicché i cittadini pressarono il von Lestwitz affinché sgomberasse la fortezza, inoltre favorirono la fuga dei profughi prussiani. Il morale dei soldati prussiani era molto basso, a causa della sconfitta dei compatrioti. La disciplina quindi si allentò molto ed il generale von Lestwitz capitolò la notte del 25 novembre, in cambio di una libera ritirata. Degli oltre 4 200 soldati prussiani solo circa 600 presero la strada di Glogau, mentre gli altri disertarono.
A seguito di questi eventi Federico II dovette mutare completamente i suoi piani. Egli tuttavia rimase deciso ad attaccare l'armata austriaca, per strappare loro nuovamente la Slesia. La Prussia era attratta dalla elevata disponibilità finanziaria come dall'elevato potenziale di reclutamento militare della Slesia, che le avrebbero consentito la prosecuzione della guerra.